# Bupleurum gracilipes
Bupleurum gracilipes är en flockblommig växtart som beskrevs av Friedrich Ludwig Diels. Bupleurum gracilipes ingår i släktet harörter, och familjen flockblommiga växter. Inga underarter finns listade i Catalogue of Life.